# بابوروگاما
بابوروگاما (به لاتین: Baburugama) یک منطقهٔ مسکونی در سری‌لانکا است که در استان شمال غربی، سری‌لانکا واقع شده‌است.